# Astra 2C
O Astra 2C é um satélite de comunicação geoestacionário europeu construído pela Boeing (Hughes) quee está localizado na posição orbital de 72,5 graus de longitude leste e é operado pela SES Astra, divisão da SES. O satélite foi baseado na plataforma HS-601HP/BSS-601HP e sua expectativa de vida útil era de 15 anos.

## História
A SES Astra ordenou em agosto de 1999, a construção do Astra 2C pela Hughes com base no modelo HS-601HP da empresa.
O satélite Astra 2C fornece cobertura pan-europeia. O satélite tem a flexibilidade para operar no slot primário da SES de 19,2 graus de longitude leste. O Astra 2C operar com 28 transponders em banda Ku.

## Lançamento
O satélite foi lançado com sucesso ao espaço no dia 16 de junho de 2001, às 01:49 UTC, por meio de um veículo Proton-K/Blok-DM3, lançado a partir do Cosmódromo de Baikonur no Cazaquistão. Ele tinha uma massa de lançamento de 3.643 kg.

## Capacidade e cobertura
O Astra 2C está equipado com 32 transponders em banda Ku para fornecer Direct-to-home; transmissão, serviços de multimídia para a Europa.